# 4772 Frankdrake
4772 Frankdrake eller 1989 VM är en asteroid i huvudbältet som upptäcktes den 2 november 1989 av de båda japanska astronomerna Tsutomu Hioki och Nobuhiro Kawasato i Okutama. Den är uppkallad efter den amerikanske astronomen Frank Drake.
Asteroiden har en diameter på ungefär 27 kilometer.